# Vékény
Vékény es un pueblo ubicado en el distrito de Komló, en el condado de Baranya, Hungría.

## Superficie
Posee una superficie de 9,360 kilómetros cuadrados.

## Demografía
Hasta 2019 la población era de 131 habitantes, con una densidad de población de 14,0 habitantes por kilómetro cuadrado.